# 玩具指挥官
《玩具指挥官》是一款由法国公司No Cliché制作、世嘉发行的动作冒险游戏。游戏于1999年在Dreamcast发行。游戏后移植至Windows。
玩具可以控制玩具进行战争游戏。
游戏收到混合评价。IGN给予游戏8.9分。